# Jerry Ahern
Jerry Ahern, właściwie Jerome Morrell Ahern (ur. 1946, zm. 24 lipca 2012) – amerykański pisarz science fiction. Stał się znany dzięki serii książek Krucjata, której nakład w Stanach Zjednoczonych przekroczył milion egzemplarzy.
W 2012 roku zmarł na raka.

## Krucjata
Seria książek Krucjata przyniosła Ahernowi największą sławę. Cykl opowiada o zmaganiach ludzi po wojnie nuklearnej, skupiając większość uwagi na ratowaniu życia rodziny ex-agenta CIA, Johna Rourke’a.

### Tytuły książek wchodzących w skład cyklu
- Wojna totalna
- Destrukcja
- Poszukiwanie
- Skazaniec
- Pajęcza sieć
- Bestialski szwadron
- Prorok
- Koniec jest bliski
- Płonąca Ziemia
- Przebudzenie
- Odwet
- Rebelia'
- Pościg
- Terror
- Przywódca
- Mid-Wake
- Arsenał
- Próba sił
- Wyprawa
- Ostatni deszcz
- Legenda